# Giulio Cirri
Giulio Cirri (Firenze, 31 luglio 1900 – Firenze, 21 luglio 1982) è stato un architetto italiano.

## Biografia
Nel 1925 si diplomò in disegno architettonico presso l'Accademia di belle arti di Firenze e l'anno successivo vinse il premio Stibbert per l'architettura con un progetto di villa signorile. Dopo il tirocinio presso lo studio dell'ingegnere Guglielmo O'Donnokoe, prese servizio nell'Ufficio edilizia del Comune di Firenze (1928) e poi all'Ufficio di belle arti, dove rimase fino al 1936 coprendo anche la carica di capoufficio. In questa veste Cirri eseguì rilievi e studi di numerosi palazzi storici come palazzo Corsini, palazzo Pazzi, palazzo Gerini, il convento di Santa Croce; curò il restauro della chiesa di Santa Margherita a Montici, della torre San Niccolò e dell'ex convento delle Oblate Ospitaliere; realizzò il catalogo del Museo Bardini e costituì il museo e la biblioteca del Risorgimento.
In questi anni ebbe comunque modo di svolgere lavori autonomi, soprattutto villini e edifici di abitazioni a Firenze e dintorni: quattro villini in via Francesco da Barberino, uno dei quali per la sua famiglia (1924-1932); villa Capuano Rietti (1927-1928), villa Ribezzi, villino Ricci, villa Lenzi-Bini; edificio in via Masaccio, in collaborazione con l'architetto Giuseppe Forti (1924-1927). Altri lavori di questi anni furono la casa del fascio, con teatro annesso, a Limite sull'Arno, in collaborazione con Giuseppe Forti (1928), la scuola elementare Armando Diaz a Ponte a Mensola; la scuola elementare Ermenegildo Pistelli a Trespiano; una stanza mortuaria nel cimitero di Trespiano. Nel 1934 eseguì per il GRF (Gruppo Rionale Fascista) il disegno del cofano per la bandiera di combattimento della nave Giovanni Berta e progettò un edificio assistenziale con lo stesso nome, di ubicazione sconosciuta. Nel 1931 ottenne il terzo premio ex aequo per il piano regolatore di Faenza. Dal 1937 al 1945 insegnò alla Facoltà di scienze matematiche e fisiche per il biennio di ingegneria.
Dopo il periodo bellico riprese i lavori di restauro dell'ex convento delle Oblate (1949-1956); dal 1950 al 1960 si occupò del restauro di alcuni quartieri di Palazzo Vecchio, fra cui il quartiere degli Elementi, il quartiere di Eleonora e il salone dei Cinquecento, con lo studiolo di Francesco I e il tesoretto.
Nel 1952 fu nominato soprintendente dell'Opera Museo Stibbert – carica che mantenne fino al 1977 – ed operò una serie di interventi sia per la promozione delle collezioni che per la dotazione di impianti di allarme e antincendio. Per la sua attività di direttore del museo e per il particolare impegno nel far conoscere la figura di Frederick Stibbert, nel 1968 Cirri fu insignito di un'onorificenza dall'ambasciatore britannico a Firenze.